# Manhattan (Bratislava)
Manhattan je bytový dům v Bratislavě. Nachází se na Račianské ulici č. 69, v městské části Nové Mesto. Má 26 nadzemních podlaží, 3 podzemní podlaží, je vysoký 87 metrů a nachází se v něm 161 bytů. Patří k nejvyšším budovám ve městě.

## Historie
Původní projekt domu byl vypracován v letech 2003–2005, investor však realizoval až další projekt, vytvořený v letech 2006–2007. Jeho původní název byl „Obydick“ (podle velryby z románu Hermana Melvilla) a plány na jeho realizaci se původně setkali s kontroverzemi.
Výstavba byla zahájena v květnu 2007 a prodej bytů byl spuštěn v květnu nebo červnu 2008. Dům byl projektován známou dvojicou slovenských architektů Martinem Kusým ml. a Pavlem Paňákem a postavila jej bratislavská stavební společnost ZIPP. Náklady na výstavbu byly kolem 32 milionů eur.
V dubnu 2010 byl dokončen a v létě 2010 byl zkolaudován. V srpnu 2010 byl přejmenován na „Manhattan“ a investorská společnost poskytla z důvodu slabého prodeje slevu na neprodané byty. V říjnu 2010 stavba získala Cenu Slovenské komory stavebních inženýrů za najlepší projektové řešení stavebního díla v slovenské architektonické soutěži Stavba roka. a současně byla spuštěna další vlna prodeje bytů.
V listopadu 2011 do některých médií, zejména bulvárních, pronikla informace, že v domě údajně straší několik duchů lidí, zemřelých na nedaleké Čabelkově křižovatce.
V dubnu 2012 se opět dočasně snížila cena zatím neprodaných bytů.

## Charakteristika
Na nižších podlažích jsou jednopokojové až třípokojové byty o rozloze 34m² – 92m², na vyšších podlažích se nacházejí také čtyřpokojové byty s velkou rozlohou, přičemž největší byt má přes 300m². V budově jsou také mezonetové byty. Největší podíl ze všech bytů tvoří dvoupokojové byty, kterých je v domě celkem 56.
V domě jsou celkem tři výtahy, dva standardní a jeden evakuační výtah. V podzemních garážích se nachází přibližně 200 stání.